# SD Huesca
Die SD Huesca (Sociedad Deportiva Huesca) ist ein spanischer Fußballverein aus der Stadt Huesca in Aragón. Der 1922 gegründete Klub stieg nach der Saison 2014/15 in der Segunda División B Gruppe 2 in die Segunda División auf, in der er bis zur Saison 2017/18 spielte. Zum Ende dieser Saison stieg der Klub als Tabellenzweiter erstmals in die Primera División auf. Es folgten jährliche Ab- und Aufstiege, sodass der Club in der Saison 2022/23 wieder in der zweiten Liga spielte.

## Geschichte
Im Jahr 1922 wurde der Club unter dem Namen Huesca CF gegründet. Vier Jahre später, 1926, wurde der Verein vorübergehend aufgelöst, bis er 1929 unter dem Namen CD Huesca neu gegründet wurde.
Seit 1940 nannte sich der Verein UD Huesca, bevor er 1956 wieder einmal aufgelöst wurde: diesmal aufgrund finanzieller Probleme, unmittelbar nach der erfolgreichsten Zeit der Clubgeschichte, da Huesca von 1950 bis 1953 drei Jahre lang in der Segunda División, der Zweiten Liga Spaniens spielte. 2008 stieg die Mannschaft nach mehr als 50 Jahren wieder in die Segunda División auf. In der Saison 2012/13 folgte der Abstieg in die Segunda División B. 2015 stieg Huesca wieder in die zweite Liga auf und 2018 gelang der erstmalige Aufstieg in die höchste Spielklasse Spaniens. Nach einer 2:6-Heimniederlage gegen den FC Valencia am 36. Spieltag stand der direkte Wiederabstieg fest. 2020 gelang der direkte Wiederaufstieg in die Premiera Division durch ein 3:0 gegen CD Numancia am vorletzten Spieltag. Dem ehemaligen Spieler der deutschen Fußball-Bundesliga Shinji Okazaki gelang dabei der Treffer zum 3:0-Endstand.

## Stadion
SD Huesca spielt im Estadio El Alcoraz, welches eine Kapazität von 8000 Zuschauern hat.

## Spieler
- Enrique Porta (1967–1968)
- Nacho Novo (2000–2001, 2012–2013)

## Trainer
- Rubi (2017–2018)
- Xisco (2021–2022)